# Dan Andrei Aldea
Dan Andrei Vladimir Aldea (n. 9 martie 1950, București, România – d. 18 ianuarie 2020, Fântâna Doamnei, Nicolae Bălcescu, Călărași, România) a fost un cântăreț, multi-instrumentist (chitară, vioară, claviatură, blockflöte, muzicuță, chitară bas), aranjor și compozitor român.
A fost liderul formației Sfinx în anii '70. În 1981, s-a stabilit în Occident (mai întâi în Belgia, apoi în Germania), unde lucra ca muzician dedicat studioului de înregistrări. În 2014, Dan Andrei Aldea a revenit în România, după 33 de ani petrecuți în Germania.

## Studii
A absolvit, în 1968, Liceul de muzică „George Enescu” din București, după care a fost admis în toamna aceluiași an în Conservatorul „Ciprian Porumbescu”. Aldea fusese primit în formația Sfinx de puțin timp și a fost exmatriculat pentru că nu s-a prezentat câteva luni de zile la școală, timp în care a dobândit cunoștințe de chitară. În toamna lui 1969 va susține din nou examenul de admitere și promovează în 1973 secția vioară, la clasa lui Dan Cumpăta.

## Biografie

### Începuturi și intrarea în formația Sfinx
Studiază în paralel muzica clasică și muzica rock; face parte din mai multe formații, precum: Dacicus, Memphis. 1968 îl găsește pe Aldea alături de bateristul Marian Toroimac, după ce ambii părăsiseră Memphis, încercând să intre în formația Sfinx a lui Corneliu „Bibi” Ionescu.
Plecat pentru câteva luni de zile, Aldea cântă în formația lui Cornel „Muzicuță” Ionescu, Cărăbuș '68, iar în toamna lui 1969 se înscrie din nou în Conservator. Între timp, Toroimac rămâne cu Sfinx; Aldea revine în formația Sfinx cu o experiență mai bogată decât cu un an mai devreme și se impune ca lider al ei, transformând-o în una dintre cele mai de succes formații românești de rock progresiv.

### Anii '70
În România, a participat ca solist vocal, instrumentist, compozitor sau aranjor pentru câteva sute de piese, sub nume propriu sau în ajutorul altor muzicieni. A abordat o paletă stilistică largă, pe care a extins-o cu atât mai mult după stabilirea sa în Germania: muzică clasică, blues, rock, reggae, pop-rock, folk, jazz, country. Este considerat unul dintre cei mai creativi chitariști români, fiind apreciat și ca un bun tehnician („seria” chitariștilor solo care au studiat mai întâi vioara îi cuprinde și pe Mugur Winkler, Sorin Chifiriuc, sau pe mai tânărul George Dimitriu). 
Aldea a scris și interpretat cu Sfinx piese precum: „Șir de cocori”, „Om bun”, albumul-concept „Zalmoxe”, piesele „Din nou acasă”, „Fetele albine” ș.a. A participat în calitate de compozitor sau instrumentist la înregistrarea discurilor unor artiști ca Dida Drăgan, Anda Călugăreanu, Mircea Vintilă, Vali Sterian.
Într-un interviu luat de George Stanca în 1973, Aldea își exprima nemulțumirea cu privire la imposibilitatea formațiilor românești să concerteze pe marile scene din străinătate:
| “ | Atâta timp cât formații ca Locomotiv GT sau Sirius din Ungaria, Ialla din U.R.S.S. ori Ceslaw Niemen din Polonia pot da concerte și în alte țări, chiar dacă valoric nu ne depășesc, nouă nu ne mai rămâne decât să ne mulțumim cu ceea ce ni se oferă – cântatul într-un local, eventual din străinătate. Mă doare mult faptul că mari trupe ca Emerson, Lake and Palmer sau Johnny Winter au ocazia să prezinte lumii pop-ului prelucrări după folclorul nostru, în timp ce noi nu putem face acest lucru deși suntem români | ” |

Dan Aldea a fost implicat și în lumea teatrului și filmului, scriind muzică de scenă, dar și coloana sonoră pentru filmul Nunta de piatră (1972, în colaborare cu Dorin Liviu Zaharia). Pentru scenă, a scris singur sau cu ajutorul celorlalți membri Sfinx, muzica spectacolelor Suferințele tânărului W (Goethe), Elisabeta I, A douăsprezecea noapte (Shakespeare). Din muzica acestuia din urmă a rămas celebru „Cântecul bufonului”, cunoscut astăzi publicului și prin alte interpretări.

### Plecarea
În 1981, cu ocazia unui contract cu formația în Belgia, Dan Aldea nu mai revine în țară și cere drept de azil politic. Se va stabili la München, Germania, unde își construiește un studio de înregistrări numit, Dan's Own. Se specializează pe activitățile corespunzătoare (aranjor, instrumentist de studio).
Într-un interviu acordat lui Nelu Stratone în 2002, Aldea a surprins prin afirmațiile sale radicale în privința Sfinx, afirmând că sfârșitul formației a fost prefigurat încă din 1972, la plecarea lui Toroimac. După turneul cu Zalmoxe, încheiat în 1979, relațiile în interiorul formației s-au răcit foarte tare, iar Nicolae Enache, singurul membru al formației mai apropiat de Aldea, a părăsit formația pentru alte proiecte. Totuși, cu doar câteva luni înainte de ruptură, formația a oferit ascultătorilor două mini-discuri reușite, amintind de sonoritatea formației din perioada de apogeu (jumătatea șaptezecilor). Aldea a declarat în același interviu că plecarea sa din 1981 nu a fost o decizie de moment, ci o hotărâre asumată de câțiva ani.
Deși după 1989 a fost invitat în nenumărate rânduri să reînființeze formația, Aldea a refuzat de fiecare dată. Iată ce spunea într-un interviu:
| “ | ...scopul meu este de a deveni un muzician complet și competent care să poată comunica cu alții în aceeași direcție. Orgoliul de a sta în centrul atenției nu îl am și doresc mai degrabă să stau în spatele consolei într-un studio de înregistrări, să coordonez munca și să mă bucur de rezultatele acesteia. | ” |

## Decesul
Dan Andrei Aldea a murit, la vârsta de 69 de ani, în data de 18 ianuarie 2020, în urma unui atac de cord.

## Discografie

### În România
- Zece arici / Noi nu ne temem, 1979